# Луцій Опімій
Луцій Опімій (лат. Lucius Opimius; ? — після 109 до н. е.) — військовий, державний та політичний діяч Римської республіки, консул 121 року до н. е.

## Життєпис
Походив з впливового плебейського роду Опіміїв. Син Квінта Опімія, консула 154 року до н. е. 
У 125 році до н. е. став претором. Під час своєї каденції суворо придушив повстання у м. Фрегелли (на річці Ліріс, в області вольсків, у Лаціумі).
У 121 році до н. е. обраний консулом разом з Квінтом Фабієм Максимом. Того року як і його колега вирушив воювати до Галії, Опімій залишився у Римі. У цей час відбулося збурення плебеїв на чолі із Гаєм Гракхом та Марком Фульвієм Флакком, які намагалися оскаржити результати виборів консулів та виступили проти оптиматів, які тоді заправляли у сенаті. За наказом останнього Луцій Опімій за допомогою найманців придушив бунт. У результаті Гракх та Флакк загинули, було страчено близько 3 тисяч осіб. Вважаючи це своєю звитягою (придушення внутрішніх чвар) того ж року за власний кошт звів базиліку на Римському форумі, поруч з Храмом Злагоди. Отримала назву Опімія, була найзначущою базилікою республіканської доби. Під час розбудови Форуму у 7 році за наказом імператора Тиберія її було знесено.
У 120 році за ініціативи народного трибуна Квінта Деція був притягнутий до суду, але завдяки Гаю Папірію Карбону домігся виправдання.
У 116 році призначено очільником комісії, яка займалася розподілом царства Нумідія між Югуртою, сином Мастанабала, та Адгербалом, сином Міципси. Під час цього Опімій отримав величезний хабар від Югурти, завдяки чому останній отримав кращі та більш населені землі. У 109 році до н. е. був викритий у цьому народним трибуном Гаєм Мамілієм Ліметаном. За рішенням сенату вирушив у вигнання до м. Дірахіуму (Епір), де й сконав.

## Родина
- Квінт Опімій, народний трибун 75 року до н.е.